# Prunus setulosa
Prunus setulosa är en rosväxtart som beskrevs av Alexander Feodorowicz Batalin. Prunus setulosa ingår i släktet prunusar, och familjen rosväxter. Inga underarter finns listade i Catalogue of Life.